# 東販
株式會社東販（日語：株式会社トーハン），是總部位於日本東京都新宿區的書籍通路經銷公司。

## 沿革
- 1949年9月，從「日本出版配給株式會社」獨立的「東京出版販賣株式會社」創業。
- 1990年，海外子公司台灣東販正式成立。
- 1992年1月，東京出版販賣導入企業識別系統（CIS），改名為「株式會社東販」。

## 主要股東
2014年3月31日時：
1. 講談社 5.2%
2. 小學館 5.1%
3. 東販員工股東會（トーハン従業員持株会） 3.6%
4. 文藝春秋 2.8%
5. 旺文社 2.7%
6. 新潮社 2.5%
7. 三菱東京UFJ銀行 2.3%
8. 學研控股 2.1%
9. 集英社 1.9%
10. 全國書店共助會（全国書店共助会） 1.8%

## 外部連結
- （日語） 東販官方網站 （页面存档备份，存于）